# Lijst van onroerend erfgoed in Hulshout
Een overzicht van het onroerend erfgoed in de gemeente Hulshout. Het onroerend erfgoed maakt deel uit van het cultureel erfgoed in België.

## Bouwkundig erfgoed
| Object                                                                   | Erfgoedstatus?                                       | Bouwjaar of architect | Deelgemeente | Adres                        | Coördinaten                  | Nummer? | Afbeelding                                                               |
| ------------------------------------------------------------------------ | ---------------------------------------------------- | --------------------- | ------------ | ---------------------------- | ---------------------------- | ------- | ------------------------------------------------------------------------ |
| Langgestrekte hoeve                                                      |                                                      |                       | Houtvenne    | Hoekske 1                    | 51° 2' 24" NB, 4° 47' 53" OL | 41055   | Langgestrekte hoeve                                                      |
| Parochiekerk Sint-Adriaan                                                |                                                      |                       | Houtvenne    | J. Verlooyplein              | 51° 2' 30" NB, 4° 48' 32" OL | 41056   | Parochiekerk Sint-Adriaan                                                |
| Breedhuis                                                                |                                                      |                       | Houtvenne    | J. Verlooyplein 36           | 51° 2' 30" NB, 4° 48' 30" OL | 41057   | Breedhuis                                                                |
| Langgestrekte hoeve (gesloopt)                                           |                                                      |                       | Houtvenne    | Kleine Waterstraat 1         | 51° 2' 27" NB, 4° 48' 34" OL | 41058   | Langgestrekte hoeve (gesloopt)                                           |
| Schuur van windmolencomplex Molenhof                                     | Monument                                             |                       | Houtvenne    | Kruisveststraat 2            | 51° 2' 4" NB, 4° 47' 48" OL  | 41059   | Schuur van windmolencomplex Molenhof                                     |
| Pastorie                                                                 | Monument                                             |                       | Houtvenne    | Langestraat 6                | 51° 2' 29" NB, 4° 48' 28" OL | 41060   | Pastorie                                                                 |
| Schoolcomplex                                                            |                                                      |                       | Houtvenne    | Langestraat 9-11             | 51° 2' 26" NB, 4° 48' 27" OL | 41061   | Schoolcomplex                                                            |
| Langgestrekte hoeve                                                      |                                                      |                       | Houtvenne    | Langestraat 82               | 51° 2' 11" NB, 4° 48' 7" OL  | 41063   | Langgestrekte hoeve                                                      |
| Wegkapel                                                                 |                                                      |                       | Houtvenne    | Langestraat                  | 51° 1' 50" NB, 4° 47' 41" OL | 41064   | Wegkapel                                                                 |
| Hoeve Koudenberg Schrans                                                 |                                                      |                       | Houtvenne    | Provinciebaan 6              | 51° 3' 20" NB, 4° 48' 0" OL  | 41065   | Hoeve Koudenberg Schrans                                                 |
| Sint-Annakapel                                                           | Monument                                             |                       | Houtvenne    | Provinciebaan                | 51° 3' 22" NB, 4° 48' 1" OL  | 41066   | Sint-Annakapel                                                           |
| School en onderwijzerswoning, thans Openbare Bibliotheek en jeugdlokalen |                                                      |                       | Houtvenne    | Schoolstraat 13              | 51° 2' 32" NB, 4° 48' 36" OL | 41067   | School en onderwijzerswoning, thans Openbare Bibliotheek en jeugdlokalen |
| Langgestrekte hoeve                                                      |                                                      |                       | Houtvenne    | Stekkestraat 9               | 51° 2' 45" NB, 4° 47' 59" OL | 41068   | Langgestrekte hoeve                                                      |
| Mijlpaal het Torreke                                                     | Monument                                             |                       | Hulshout     | Booischotseweg               | 51° 3' 53" NB, 4° 47' 6" OL  | 41069   | Mijlpaal het Torreke                                                     |
| Hoeve 't Bergske                                                         | Monument                                             |                       | Hulshout     | Booischotseweg 132           | 51° 3' 46" NB, 4° 46' 55" OL | 41070   | Hoeve 't Bergske                                                         |
| Prairiehoeve                                                             | Monument                                             |                       | Hulshout     | Geersbroekstraat 31          | 51° 4' 2" NB, 4° 48' 25" OL  | 41071   | Prairiehoeve                                                             |
| Gemeentelijke dubbelschool                                               |                                                      |                       | Hulshout     | Grote Baan 90-94             | 51° 4' 33" NB, 4° 47' 15" OL | 41073   | Gemeentelijke dubbelschool                                               |
| Onderwijzerswoning                                                       |                                                      |                       | Hulshout     | Grote Baan 96                | 51° 4' 33" NB, 4° 47' 16" OL | 41074   | Onderwijzerswoning                                                       |
| Burgerwoning                                                             |                                                      |                       | Hulshout     | Grote Baan 98                | 51° 4' 33" NB, 4° 47' 17" OL | 41075   | Burgerwoning                                                             |
| Parochiekerk Sint-Mattheüs                                               | Passieretabel en Sint-Mattheusretabel (monument)     |                       | Hulshout     | Grote Baan                   | 51° 4' 30" NB, 4° 47' 28" OL | 41076   | Parochiekerk Sint-Mattheüs                                               |
| Pastorie met omringende tuin                                             |                                                      |                       | Hulshout     | Grote Baan 117               | 51° 4' 31" NB, 4° 47' 29" OL | 41077   | Pastorie met omringende tuin                                             |
| Geboortehuis van Vital Celen                                             |                                                      |                       | Hulshout     | Grote Baan 119               | 51° 4' 31" NB, 4° 47' 32" OL | 41078   | Geboortehuis van Vital Celen                                             |
| Sint-Annakapel                                                           | Monument                                             |                       | Hulshout     | Grote Baan                   | 51° 4' 17" NB, 4° 48' 47" OL | 41079   | Sint-Annakapel                                                           |
| Bergerhof, hoeve                                                         |                                                      |                       | Hulshout     | Kerkstraat 11                | 51° 4' 37" NB, 4° 47' 29" OL | 41080   | Bergerhof, hoeve                                                         |
| Gemeentehuis                                                             |                                                      |                       | Hulshout     | Prof. Dr. Vital Celenplein 2 | 51° 4' 33" NB, 4° 47' 17" OL | 41081   | Gemeentehuis                                                             |
| Kapelletje van Klein Brustem                                             |                                                      |                       | Hulshout     | Vaartdijkstraat              | 51° 4' 7" NB, 4° 48' 14" OL  | 41082   | Kapelletje van Klein Brustem                                             |
| Vrije school en onderwijzerswoning                                       |                                                      |                       | Westmeerbeek | Heide 16                     | 51° 3' 44" NB, 4° 50' 28" OL | 41083   | Vrije school en onderwijzerswoning                                       |
| Aalmoezenierswoning bij Kasteel Ter Borght                               | Monument                                             |                       | Westmeerbeek | Heide 40                     | 51° 3' 48" NB, 4° 50' 42" OL | 41084   | Aalmoezenierswoning bij Kasteel Ter Borght                               |
| Kasteel Ter Borght met park                                              | Monument                                             |                       | Westmeerbeek | Heide 41-43                  | 51° 3' 51" NB, 4° 50' 37" OL | 41085   | Kasteel Ter Borght met park                                              |
| Hof Ter Borght, hoeve                                                    |                                                      |                       | Westmeerbeek | Heide 49-51                  | 51° 3' 54" NB, 4° 50' 50" OL | 41086   | Hof Ter Borght, hoeve                                                    |
| Woonstalhuisje                                                           |                                                      |                       | Westmeerbeek | Heide 52                     | 51° 3' 54" NB, 4° 51' 8" OL  | 41087   | Woonstalhuisje                                                           |
| Langgestrekte hoeve                                                      |                                                      |                       | Westmeerbeek | Heieindestraat 1             | 51° 3' 32" NB, 4° 50' 37" OL | 41088   | Langgestrekte hoeve                                                      |
| Herberg In de Ster                                                       |                                                      |                       | Westmeerbeek | Hoogzand 1                   | 51° 3' 38" NB, 4° 50' 7" OL  | 41089   | Herberg In de Ster                                                       |
| Breedhuis (gesloopt)                                                     |                                                      |                       | Westmeerbeek | Hoogzand 29                  | 51° 3' 40" NB, 4° 50' 12" OL | 41091   | Breedhuis (gesloopt)                                                     |
| Dorpswoning                                                              |                                                      |                       | Westmeerbeek | Hoogzand 38                  | 51° 3' 39" NB, 4° 50' 14" OL | 41092   | Dorpswoning                                                              |
| Dorpswoning, onderwijzerswoning                                          |                                                      |                       | Westmeerbeek | Hoogzand 48                  | 51° 3' 40" NB, 4° 50' 16" OL | 41093   | Dorpswoning, onderwijzerswoning                                          |
| Kapel Heilige Antonius van Padua                                         |                                                      |                       | Westmeerbeek | Jozef Michielsstraat         | 51° 3' 29" NB, 4° 50' 29" OL | 41094   | Kapel Heilige Antonius van Padua                                         |
| Vrije Basisschool                                                        |                                                      |                       | Westmeerbeek | Mgr. Raeymaekersstraat 13-15 | 51° 3' 39" NB, 4° 49' 60" OL | 41095   | Vrije Basisschool                                                        |
| Pastoriegebouw                                                           |                                                      |                       | Westmeerbeek | Mgr. Raeymaekersstraat 17    | 51° 3' 39" NB, 4° 49' 58" OL | 41096   | Pastoriegebouw                                                           |
| Ceusterhuys                                                              |                                                      |                       | Westmeerbeek | Netestraat 4                 | 51° 3' 39" NB, 4° 50' 7" OL  | 41097   | Ceusterhuys                                                              |
| Parochiekerk Sint-Michiel                                                | Toren en restanten oude Sint-Michielskerk (monument) | 1939 Jos Ritzen       | Westmeerbeek | Netestraat                   | 51° 3' 39" NB, 4° 50' 6" OL  | 41098   | Parochiekerk Sint-Michiel                                                |
| Burgerhuis                                                               |                                                      |                       | Westmeerbeek | Netestraat 11                | 51° 3' 40" NB, 4° 50' 4" OL  | 41099   | Burgerhuis                                                               |
| Breedhuis (gesloopt)                                                     |                                                      |                       | Westmeerbeek | Netestraat 15-17             | 51° 3' 42" NB, 4° 50' 3" OL  | 41100   | Breedhuis (gesloopt)                                                     |
| Dorpswoning (gesloopt)                                                   |                                                      |                       | Westmeerbeek | Netestraat 29                | 51° 3' 43" NB, 4° 50' 3" OL  | 41101   | Dorpswoning (gesloopt)                                                   |
| De Huizekes, arbeiderswoningen                                           |                                                      |                       | Westmeerbeek | Ramselsesteenweg 41-71       | 51° 3' 21" NB, 4° 50' 9" OL  | 41102   | De Huizekes, arbeiderswoningen                                           |
| Villa                                                                    |                                                      |                       | Westmeerbeek | Stationsstraat 24            | 51° 3' 35" NB, 4° 49' 58" OL | 41103   | Villa                                                                    |
| Vrijstaande villa                                                        |                                                      |                       | Westmeerbeek | Stationsstraat 53            | 51° 3' 33" NB, 4° 49' 47" OL | 41104   | Vrijstaande villa                                                        |
| Spoorwachtershuisje (gesloopt)                                           |                                                      |                       | Westmeerbeek | Stationsstraat 88            | 51° 3' 35" NB, 4° 49' 30" OL | 41106   | Spoorwachtershuisje (gesloopt)                                           |
| Villa                                                                    |                                                      |                       | Westmeerbeek | Stationsstraat 105           | 51° 3' 32" NB, 4° 49' 27" OL | 41107   | Villa                                                                    |
| Oorlogsmonument van Westmeerbeek                                         |                                                      |                       | Westmeerbeek | Netestraat                   |                              | 216098  | Oorlogsmonument van Westmeerbeek                                         |